# Transhumanca
Transhumanca ali preseljevanje živine je vrsta pašništva ali nomadstva, sezonsko premikanje živine med stalnimi poletnimi in zimskimi pašniki. V gorskih regijah (navpična selitev) pomeni gibanje med višjimi pašniki poleti in nižjimi dolinami pozimi. Pastirji imajo stalno bivališče, običajno v dolinah. Običajno potujejo le črede z določenim številom ljudi, ki zanje skrbijo, medtem ko glavna populacija ostane v bazi. Nasprotno pa je horizontalna selitev živali bolj dovzetna za motnje zaradi podnebnih, gospodarskih ali političnih sprememb.
Tradicionalna ali ustaljena selitev živali se pojavlja po vsem naseljenem svetu, zlasti v Evropi in zahodni Aziji. Pogosto je pomembna za pastirske družbe, saj lahko mlečni izdelki čred, ki se selijo na pašo (mleko, maslo, jogurt in sir), predstavljajo velik del prehrane takšnih populacij. V mnogih jezikih obstajajo besede za višje poletne pašnike in pogosto so bile te besede uporabljene kot imena krajev: npr. hafod v Walesu in shieling na Škotskem ali alp v nemško govorečih regijah Švice.

## Etimologija in definicija
Beseda transhumanca prihaja iz francoščine in izhaja iz latinskih besed trans za 'čez' in humus za 'tla'. Transhumanca se je razvila na vseh naseljenih celinah. Čeprav obstajajo precejšnje kulturne in tehnološke razlike, so osnovne prakse za izkoriščanje oddaljenih sezonskih pašnikov podobne.
Preseljevanje je »oblika paše ali nomadstva«. Khazanov kategorizira nomadske oblike pašništva v pet skupin, kot sledi:
- čisto pastirsko nomadstvo,
- polnomadsko pastirstvo,
- polsedeče pastirstvo,
- reja na oddaljenih pašnikih in
- sezonska selitev.

Eickelman ne razlikuje med transhumantnim pastoralizmom in seminomadizmom, vendar jasno razlikuje med nomadskim pastoralizmom in seminomadizmom.

## V prazgodovini
Selitev živali so v Evropi izvajali že v prazgodovini. Izotopske študije kosti živine kažejo, da so živali včasih selili sezonsko.

## Evropa

### Alpe
Alpska selitev je selitev, kot jo izvajajo v Alpah, to je sezonsko preganjanje pašne živine med dolinami pozimi in visokogorskimi pašniki poleti (nemško Alpwirtschaft, Almwirtschaft iz izraza za "sezonsko planinsko pašo", Alp, Alm). Selitev živali je tradicionalna praksa, ki je oblikovala velik del pokrajine v Alpah, saj bi brez nje večina območij pod 2000 m bila zaraščena z gozdom. Medtem ko turizem in industrija danes veliko prispevata k alpskemu gospodarstvu, se sezonska selitev na visoke pašnike še vedno izvaja na Bavarskem, v Avstriji, Sloveniji, Italiji, Franciji in Švici, razen v njihovih najbolj obiskanih turističnih središčih. Ponekod za govedo skrbijo lokalne kmečke družine, ki se preselijo v višje kraje. V drugih je to delo za pastirje, ki so zaposleni v zadrugi, ki ima v lasti pašnike.
Večina alpskih pašnikov je pod 2400 m; vsi so pod 2800 m. Višja območja, ki niso primerna za selitev, so znana kot Visoke Alpe.

### Balkan
Na Balkanu so grški Sarakacani, vzhodnoromunski narodi (Romuni, Vlahi, Meglejski Vlahi in Istroromuni) in turški Yörüki tradicionalno preživljali poletne mesece v gorah in se pozimi vračali v nižine. Ko je bilo območje del Avstro-Ogrske in Osmanskega cesarstva, so bile meje med Grčijo, Albanijo, Bolgarijo in nekdanjo Jugoslavijo razmeroma neovirane. Poleti so se nekatere skupine odpravile daleč na sever do Balkanskega gorovja, zimo pa so preživele na toplejših planjavah v bližini Egejskega morja.
Morlaki ali Karavlahi so bili populacija vzhodnoromunskih pastirjev (»predniki« Istroromunov), ki so živeli v Dinarskem gorstvu (zahodni Balkan v sodobni rabi) in se nenehno selili v iskanju boljših pašnikov za svoje ovčje črede. Ko pa so se na območju nekdanjega Osmanskega cesarstva pojavile nacionalne države, so se razvile nove državne meje, ki so delile poletne in zimske habitate številnih pašnih skupin. Te so preprečevale enostavno prehajanje meja, zlasti v času vojn, ki so bile pogoste.

### Britanija

#### Wales
V večini delov Walesa so kmečki delavci in včasih kmetje poletne mesece preživeli v poletni hiši na pobočju (hafod) (izgovorjeno [ˈhavɔd]), kjer se je pasla živina. Pozno jeseni so kmečka družina in delavci odgnali črede v doline in ostali v glavnem prebivališču ali hendref ([ˈhɛndrɛv]).
Ta sistem selitve živali se na splošno ne izvaja že skoraj stoletje; nadaljevala se je v Snowdoniji, potem ko je prenehala drugod v Walesu, in ostanke te prakse je še danes mogoče najti v podeželskih kmetijskih skupnostih v regiji. Tako "Hafod" kot "Hendref" sta preživela v Walesu kot krajevna in hišna imena ter v enem primeru kot ime kravjega sira iz surovega mleka (Hafod). Danes se govedo in ovce tistega poletja na številnih hribovskih kmetijah še vedno prevažajo na nižinske zimske pašnike, vendar s tovornjaki, namesto da bi jih gnali peš.

#### Škotska
V mnogih hribovitih in goratih območjih Škotske so kmetijski delavci preživeli poletne mesece v bothies (zavetišče) [8] ali shielings – koča (airigh v škotski gelščini). Glavne poti za pogon živine v vzhodnem delu Škotske so Cairnamounth, Elsick Mounth in Causey Mounth. Ta praksa je večinoma prenehala, vendar se je izvajala v živem spominu na Hebridih in v Škotskem višavju. Danes se večina selitev izvaja s tovornjaki, pri čemer se tropi v gorskih predelih pozimi prevažajo pod nadzorom na nižje ležeče pašnike.

#### Anglija
Obstajajo dokazi o selitvi živali v Angliji vsaj od srednjega veka, od Cornwalla na jugozahodu do severne Anglije. V jezerskem okrožju se hribovske pasme ovc, kot sta Herdwick in Swaledale, premikajo med barjem in dolino poleti oziroma pozimi. To je privedlo do lastnosti in sistema, znanega kot hefting, pri čemer ovce in čreda ostanejo na kmetu dodeljenem območju (heaf) skupnega premoženja, kar se še vedno izvaja. Vendar pa je verjetno, da je bilo izvedeno v veliko manjšem obsegu kot drugod po Evropi.

### Irska
Na Irskem je selitev živali znana kot booleying. Pašniki za selitev so bili znani kot Booley, Boley, Bouley, Buaile in Boola. Ta imena so ohranjena v številnih imenih krajev, kot je Buaile h'Anraoi v župniji Kilcommon, Erris, Severni Mayo, kjer pokrajina še vedno jasno kaže postavitev kmetijskega sistema rundale (delitev). Živino, običajno govedo, so preselili iz stalne nižinske vasi na poletne pašnike v gorah. Pojav Summerhill (irsko Cnoc an tSamhraidh) v številnih krajevnih imenih prav tako priča o tej praksi. Ta prenos je zmanjšal pritisk na pridelke in zagotovil svežo pašo za živino. Booleying, omenjen v Brehonovih zakonih, sega v obdobje zgodnjega srednjega veka ali celo prej. Praksa je bila na zahodu Irske razširjena vse do druge svetovne vojne. Sezonske migracije delavcev na Škotsko in v Anglijo za zimske mesece so nadomestile ta starodavni sistem, skupaj s trajnejšim izseljevanjem v ZDA.

### Italija
V južni Italiji, zlasti v deželah Molise, Apulija in Abruzzo, je praksa gonjenja čred na planinske pašnike poleti že od nekdaj v veljavi in je imela dolgo dokumentirano zgodovino vse do 1950-ih in 1960-ih, ko je s pojavom alternativnega cestnega prevoza prenehala. Do 100 metrov široke in več kot 100 km dolge poti za gonjenje živine ali tratturi so omogočale prehod in pašo čred, predvsem ovc, ter pritegnile zakonsko ureditev in ustanovitev konjeniške policije že v 17. stoletju. Tratturiji ostajajo javna last in so predmet varstva po zakonu o varstvu kulturne dediščine. Regija Molise kandidira tratturi na Unescov seznam svetovne kulturne dediščine.

### Španija
Selitev pasme je v preteklosti razširjena po večjem delu Španije, zlasti v regijah Kastilija, Leon in Estremadura, kjer nomadski pastirji goveda in ovac potujejo na dolge razdalje v iskanju bolj zelenih pašnikov poleti in toplejših podnebnih razmer pozimi. Španska selitev je izvor številnih sorodnih kultur v Ameriki, kot so kavboji v Združenih državah in gavči v Argentini, Paragvaju in Braziliji.
Mreža delitvenih poti ali cañadas prečka celoten polotok in poteka večinoma od jugozahoda proti severovzhodu. Začrtane so že od antičnih časov in razvrščeni glede na širino; standardna cañada je široka med 37,5 in 75 metri, nekatere cañadas reales (kar pomeni kraljeve poti) pa so na določenih točkah široke 800 metrov. Zemljišča znotraj teh so v javni lasti in so zaščitena z zakonom.
V nekaterih visokih dolinah Pirenejev in Kantabrijskih gorah je bila selitvena reja glavna ali edina gospodarska dejavnost. Urejeni prehodi in pašniki so bili razdeljeni med različne doline in skupnosti glede na sezonski obseg uporabe in jurisdikcijo skupnosti. Edinstvene družbene skupine, povezane s selitvenim življenjskim slogom, so včasih identificirane kot ostanek starejše etnične kulture, ki zdaj živi v izoliranih manjšinah, kot so Pasiegos v Kantabriji, Agotes v Navarri in Vaqueiros de alzada v Asturiji in Leónu.

### Pireneji
Preselitev živine v Pirenejih vključuje selitev živine (krave, ovce, konji) v visoke gore za poletne mesece, ker so kmetije v nižinah premajhne, da bi vzdrževale večjo čredo vse leto. Gorsko obdobje se začne konec maja ali v začetku junija in konča v začetku oktobra. Do 1970-ih je bila selitev živali namenjena predvsem kravam molznicam, v poletnih mesecih pa je bila pomembna dejavnost sirarstvo. V nekaterih regijah so se skoraj vsi člani družine utaborili v višje gore s svojimi kravami in živeli v rudimentarnih kamnitih kočah za poletno sezono paše. Ta sistem, ki se je razvil v srednjem veku, je trajal vse do 20. stoletja. Pod pritiskom industrializacije je nazadovalo in se zlomilo, saj so ljudje odhajali s podeželja na delo v mesta. Vendar pa se pomen selitve še vedno priznava s praznovanjem na priljubljenih festivalih.
Območje Pireneji - Mont Perdu je bilo uvrščeno na Unescov seznam svetovne dediščine na podlagi povezave s sistemom kmetijstva s selitvijo pašnikov.

### Skandinavija
V Skandinaviji se selitev živali do določene mere še izvaja; vendar se živina med pašniki prevaža z motornimi vozili, kar spremeni značaj gibanja. Ljudstvo Sami izvaja selitev severnih jelenov po drugačnem sistemu, kot je opisano neposredno spodaj.
Skupni planinski ali gozdni pašnik, ki se poleti uporablja za selitev, se imenuje seter ali bod / bua. Isti izraz se uporablja za sorodno planinsko kočo, ki je bila uporabljena kot poletna rezidenca. Poleti (običajno konec junija) živino preselijo na gorsko kmetijo, pogosto precej oddaljeno od domače kmetije, da ohranijo travnike v dolinah za pridelavo sena. Živino poleti običajno redijo dekleta in mlajše ženske, ki tudi molzejo in izdelujejo sir. Biki običajno ostanejo na domači kmetiji. Ko se bliža jesen in je paša izčrpana, se živina vrne na kmetijo.
Na Švedskem se je ta sistem večinoma uporabljal v Värmlandu, Dalarni, Härjedalenu, Jämtlandu, Hälsinglandu, Medelpadu in Ångermanlandu.
Praksa je bila pogosta po večini Norveške zaradi njene visoko gorate narave in omejenih nižinskih območij za gojenje.
Območje Gudbrandsdal vključuje stranske doline, kot so Gausdal, Heidal, Vinstra in Ottadalen. To območje obsega nižinske župnije 200 m nad morsko gladino in gorske župnije 800 m nad morsko gladino, rodovitno zemljo v glavni dolini in nerodovitne vrhove v Rondanu in Dovrefjellu. Te kmetije obkrožajo gozdovi, višje pa se gozdovi umaknejo gorski planoti brez gozdov. To je seterfjell ali regija poletnega kmetovanja, ki je bila nekoč ključnega pomena tako kot poletni pašnik kot za košnjo sena.
Medtem ko je prej veliko kmetij imelo svoje lastne seterje, je bolj običajno, da si več kmetov deli posodobljen skupni seter (fellesseter). Večina starih seterjev je bila prepuščena propadanju ali pa se uporabljajo kot rekreacijske koče.
Ime za navadne planine v večini skandinavskih jezikov izhaja iz staronordijskega izraza setr. V norveščini je izraz sæter ali seter; v švedščini säter. Ime kraja se na Švedskem pojavlja v več oblikah kot Säter in Sätra ter kot pripone: -säter, -sätra, -sätt in -sättra. Ta imena se pogosto pojavljajo po vsej Švedski s središčem v porečju Mälaren in v Östergötlandu. Priimek "Satter" izhaja iz teh besed.
V osrčju švedske regije selitve živali je najpogosteje uporabljen izraz bod ali bua (beseda se uporablja tudi za majhna skladišča in podobno; v sodobni standardni švedščini, fäbod).
Najstarejša omemba setra na Norveškem je v sagi Heimskringla, sagi o Olafu II. o potovanju Norveške skozi Valldal v Lesjo.

### Kavkaz in severna Anatolija
V gozdnatem Kavkazu in Pontskem gorovju različna ljudstva še vedno v različni meri izvajajo selitev. V razmeroma kratkem poletju prinaša veter s Črnega morja vlažen zrak v strme doline, ki podpirajo rodovitna travišča na nadmorski višini do 2500 metrov in bogato tundro na nadmorski višini do 3500 metrov. Tradicionalno so bile vasi razdeljene na dve, tri ali celo štiri ločena naselja (eno za vsak letni čas) na različnih višinah gorskega pobočja. Velik del tega podeželskega življenja se je končal v prvi polovici 20. stoletja, ko so kemalistične in pozneje sovjetske vlade poskušale modernizirati družbe in poudarjati urbani razvoj, namesto da bi ohranile podeželske tradicije.
V drugi polovici 20. stoletja je migracija zaradi dela iz Pontskih gora v mesta v Turčiji in zahodni Evropi ter iz severnega Kavkaza v Moskvo dramatično zmanjšala število ljudi, ki živijo s selitvijo. Ocenjuje pa se, da na desettisoče podeželskih ljudi še vedno izvaja te tradicije v vaseh na severnem in jugozahodnem pobočju Kavkaza, na Malem Kavkazu v Armeniji in v turški regiji Črnega morja.
Nekatere skupnosti še naprej igrajo starodavne migracijske vzorce. Pontski Grki na primer obiščejo območje in samostan Sumela poleti. Turki iz mest v Evropi so zgradili poletno zatočišče na nekdanjem pašniku yayla.
V Gruziji se še vedno izvaja selitev živine, povezane z ovčerejo. Pastirji s svojimi čredami morajo prečkati 2826 metrov visok prelaz Abano iz gorovja Tušeti v ravnice Kahetija. Vse do razpada Sovjetske zveze so za iste namene intenzivno uporabljali Kizlyarsko nižino severnega Dagestana.

## Azija

### Afganistan
V osrednjem višavju Afganistana, ki obdaja Koh-i-Babo in se nadaljuje proti vzhodu v pogorje Hindukuša, so zelo mrzle zime ter kratka in hladna poletja. To visokogorje ima poleti gorske pašnike (sardsīr), ki jih napajajo številni majhni potoki in reke. Pozimi so na voljo tudi pašniki v sosednjih toplih nižinah (garmsīr), zaradi česar je regija idealna za sezonsko selitev. Afganistansko višavje obsega približno 225.000 km2  poletnih pašnikov, ki jih uporabljajo tako naseljene skupnosti kot nomadski pastirji, kot so paštunski Kuči. Glavni pašniki v regiji so pašnik Nawur v severni provinci Ghazni (katerega območje je približno 600 km2 na nadmorski višini do 3350 m) ter pašnik Shewa in Mali Pamir v vzhodni provinci Badakšan. Pašnik Mali Pamir, katerega nadmorska višina je nad 4000 m, uporabljajo afganistanski Kirgizi za vzrejo živine.
V Nuristanu prebivalci živijo v stalnih vaseh, obdanih z obdelovalnimi polji na namakanih terasah. Večino živine predstavljajo koze. Pastirji jih vsako pomlad odpeljejo na vrsto poletnih pašnikov, medtem ko večina vaščanov ostane, da namakajo terasasta polja in gojijo proso, koruzo in pšenico; delo, ki ga večinoma opravljajo ženske. Jeseni po spravilu žita in sadja živino pripeljejo nazaj na prezimovanje v hlevih. [25]

### Iran
Iransko pleme Bahtijari je še sredi 20. stoletja prakticiralo ta način življenja. Po vsej gorski verigi Zagros od Azerbajdžana do Arabskega morja se pastirska plemena s svojimi čredami premikajo sem in tja vsako leto glede na letne čase, med svojimi stalnimi domovi v dolini in domovi v vznožju.
Qashqai (Kaškai) so turško pleme iz južnega Irana, ki se je sredi 20. stoletja še vedno ukvarjalo s selitvijo živali. Pleme naj bi se v starih časih naselilo v provinci Fars blizu Perzijskega zaliva in do sredine 20. stoletja živelo onkraj Makranskega gorovja. V svojih letnih selitvah na sveže pašnike so Kaškaji gnali svojo živino z juga na sever, kjer so živeli v poletnih prostorih, znanih kot Yeilak, v visokih gorah od aprila do oktobra. Svoje črede so tradicionalno pasli na pobočjih Kuh-è-Dinarja, skupine gora, ki je del verige Zagros.
Jeseni so Kaškaji podrli tabor in zapustili visokogorje, da bi prezimili v toplejših regijah blizu Firuzabada, Kazeruna, Jerrèja, Farašbanda, na bregovih reke Mond. Njihovo zimsko bivališče je bilo znano kot Qishlaq. Migracijo je organiziral in nadzoroval poglavar Kaškajev. Plemena so se izogibala vasi in mest, kot sta Širaz in Isfahan, saj bi njihove velike črede, ki štejejo sedem milijonov glav, lahko povzročile resno škodo.
V 1950-ih naj bi plemena Kaškai skupaj štela 400.000 ljudi.] Od takrat je bilo veliko družbenih sprememb.

### Libanon
Primere fiksne selitve živali najdemo v severnem guvernoratu Libanona. Mesta in vasi v dolini Kadiša so na povprečni nadmorski višini 1400 metrov. Nekatera naselja, kot sta Ehden in Kfarsghab, se uporabljajo v poletnih obdobjih od začetka junija do sredine oktobra. Prebivalstvo se oktobra preseli v obmorska mesta, ki ležijo v povprečju 200 metrov nad morjem. Preseljevanje je motivirano s kmetijskimi dejavnostmi (zgodovinsko gledano s kulturo murvinih sviloprejk). Glavni pridelki v obalnih mestih so oljke, grozdje in citrusi. Za gorska mesta so pridelki poletno sadje, predvsem jabolka in hruške. Drugi primeri selitve živali obstajajo v Libanonu.

### Kirgizistan
V Kirgizistanu je praksa selitve, ki v sovjetskem obdobju nikoli ni prenehala, ponovno oživela v težkih gospodarskih časih po osamosvojitvi leta 1991. Selitev je sestavni del kirgiške nacionalne kulture. Kirgizi uporabljajo šotor iz volnene klobučevine, znan kot jurta ali jailoo, medtem ko živijo na teh poletnih pašnikih. Simboliziran je na njihovi državni zastavi. Ti pastirji cenijo fermentirano pijačo iz kobiljega mleka, znano kot kumis. Orodje, ki se uporablja pri njegovi izdelavi, je soimenjak Biškeka, glavnega mesta države.

### JV in vzhodna Azija
Prakse selitve živali najdemo v zmernih območjih, nad ≈1000 m na območju Himalaja–Hindukuš (v nadaljevanju imenovano Himalaja); in hladno polsuho območje severno od Himalaje, preko tibetanske planote in severne Kitajske do Evrazijske stepe.
Mongolija, Kitajska, Kazahstan, Kirgizistan, Butan, Indija, Nepal in Pakistan imajo vse preostale kulture za selitev. Ljudstvo Bamar iz Mjanmara je bilo pred prihodom v regijo s selitveno živino. V Mongoliji uporabljajo selitev živali, da bi se izognili izgubam živine med ostrimi zimami, znanimi kot zuds. V regijah Himalaje je selitev živali še vedno temelj za več skoraj samooskrbnih gospodarstev – na primer Zanskar v severozahodni Indiji, Van Gujjars in Bakarwals v Džamuju in Kašmirju v Indiji, Kham Magar v zahodnem Nepalu in Gaddis v regiji Bharmaur v Himačal Pradešu. V nekaterih primerih so lahko razdalje, ki jih prepotujejo ljudje s svojo živino, dovolj velike, da jih označimo za nomadsko pašo.

## Oceanija

### Avstralija
V Avstraliji, ki ima veliko kulturo station (postaj, tj. rančev), živinorejci zagotovijo delovno silo za selitev čred na sezonske pašnike.
Transhumantna paša je pomemben vidik kulturne dediščine avstralskih Alp, katerih območje je bilo vključeno na seznam avstralske nacionalne dediščine. Kolonisti so to regijo začeli uporabljati za poletno pašo v 30. letih 19. stoletja, ko je bila nižje paša slaba. Praksa se je nadaljevala v 19. in 20. stoletju, kar je pripomoglo k temu, da je paša v Avstraliji postala uspešna. Transhumantna paša je ustvarila poseben način življenja, ki je pomemben del pionirske zgodovine in kulture Avstralije. Na tem območju so značilnosti, ki spominjajo na transhumantno pašo, vključno z zapuščenimi živinorejskimi kočami, živinorejskimi dvorišči in živinorejskimi potmi.

## Afrika

### Severna Afrika
Berberi v Severni Afriki so bili tradicionalno poljedelci, ki so živeli v gorah razmeroma blizu sredozemske obale ali prebivalci oaz. Vendar Tuaregi in Zenagi iz južne Sahare izvajajo nomadsko selitev. Druge skupine, kot je Chaouis, so izvajale fiksno selitev.

### Afriški rog
Na podeželskih območjih Somalci in Afarji v severovzhodni Afriki tudi tradicionalno izvajajo nomadsko selitev. Njihovo pastirstvo je osredotočeno na rejo kamel z dodatno pašo ovac in koz.
Klasično, "fiksno" selitev živali izvajajo v Etiopskem višavju. V obdelovalni sezoni zemljišča okoli vasi niso dostopna za pašo. Na primer, kmetje z živino v Dogu'a Tembien  organizirajo letno selitev živali, zlasti proti oddaljenim in prostranim pašnikom, globoko v dolinah (kjer trava zgodaj zraste zaradi temperature) ali vrhovom gora. Živina bo tam ostala čez noč (transhumance) z otroki in nekaj odraslimi, ki jo bodo čuvali.
Na primer, govedo Addi Geza'iti (2580 m) vsako deževno sezono pripeljejo v sotesko reke Tsaliet (1930 m), ki ima gosto vegetacijo. Govedorejci postavijo ograde za govedo in prostore za spanje, pogosto v skalnih zavetjih. Živina ostane tam do žetve, ko jo potrebujejo za mlatev in ko je strnišče na voljo za pašo. Veliko goveda Haddinnet in tudi Ayninbirkekin v Dogu'a Tembien je pripeljanih do vznožja strmine v Ab'aru. Govedo se tam zadržuje na širokih pašnikih. Nekateri rejci goveda se preselijo daleč navzdol v odprte gozdove in postavijo svoj tabor v velikih jamah v peščenjaku.

### Vzhodna Afrika
Skupnost Pokot so polnomadski pastirji, ki živijo predvsem v severozahodni Keniji in okrožju Amudat v Ugandi. Skupnost izvaja nomadsko selitev živali s sezonskimi selitvami med travniki Kenije (podokrožje Severni Pokot) in Ugande (okrožja Amudat, Nakapiripirit in Moroto) (George Magak Oguna, 2014).
Masaji so polnomadski ljudje, ki živijo predvsem v Keniji in severni Tanzaniji in imajo kulture selitve živali, ki se vrtijo okoli njihovega goveda.

### Nigerija
Fulani je beseda Hausa za pastirska ljudstva Nigerije, ki pripadajo selitveni etnični skupini Fulbe. Fulani redijo večino nigerijskega goveda, tradicionalno ocenjenega na 83 % pašnega, 17 % vaškega goveda in 0,3 % primestnega goveda).
Govedo opravlja več vlog v kmetijsko-pastirskih skupnostih, zagotavlja meso, mleko in vlečno energije, medtem ko prodaja živine ustvarja dohodek in zagotavlja zavarovanje pred nesrečami. Imajo tudi ključno vlogo pri statusu in prestižu ter pri utrjevanju družbenih odnosov, kot so sorodstvo in zakon. Za pastirje je govedo glavno premoženje gospodinjstev.
Pastirstvo kot način preživetja je zaradi spreminjajočih se družbenih, gospodarskih, političnih in okoljskih razmer pod vse večjim pritiskom po vsej Afriki. Pred 50. leti 20. stoletja je obstajal simbiotski odnos med pastirji, pridelovalci pridelkov in njihovim okoljem s pastirji, ki so se ukvarjali s selitvijo živali. Med sušnim obdobjem so se pastirji selili v južne dele območja gvinejske savane, kjer je bilo veliko pašnikov in nižja gostota poljedelcev. V deževnem obdobju so se ta območja soočila z velikim izzivom afriške živalske tripanosomiaze, ki jo prenašajo muhe cece, zato so se pastirji selili, da bi obiskali kmetijska zemljišča v območju savane severnega Sudana, kjer so lokalno kmetijsko skupnost oskrbovali z mlečnimi izdelki. Vzajemno je kmetijska skupnost oskrbovala pastirje z žitom, po žetvi pa je bilo dovoljeno, da se živina pase na ostankih pridelka na poljih, pri čemer je za seboj puščal dragocen gnoj.

### Angola
V južni Angoli ima več ljudstev, predvsem Ovambo in del Nyaneka-Khumbi, kulture, ki so v celoti organizirane v skladu s prakso selitve.

### Lesoto
Tradicionalno gospodarstvo Basoto v Lesotu temelji na vzreji goveda. Izvajajo sezonsko selitev med dolino in visokimi planotami Maloti (bazaltne gore Lesota). Pritisk na pašnike se je povečal zaradi povečanja števila prebivalcev, pa tudi zaradi gradnje velikih akumulacijskih jezov v teh gorah, da bi zagotovili vodo za suho industrijsko središče Južne Afrike. Naraščajoči pritisk na pašnike prispeva k degradaciji občutljivih travišč in lahko prispeva k sedimentaciji v umetnih jezerih. Tradicionalni vzorec selitve živali se je spremenil.

### Južna Afrika
V Južni Afriki se selitveni način življenja ljudstva Nami iz plemena Kojkoji nadaljuje v Richtersveldu, gorski puščavi blizu atlantske obale na severozahodnem območju države. Na tem območju se ljudje selijo sezonsko (trikrat ali štirikrat na leto) s čredami ovac in koz. Transhumanca temelji na majhnih družinskih enotah, ki vsako leto uporabljajo iste kampe.
Prenosni kupolasti šotor, imenovan Matjieshut (v afrikanščini pomeni "hiša za podstavke") ali Haru Oms (kar pomeni "hiša v naglici" v jeziku Nami), je značilnost kulture Kojkoji. Ta bivališča uporabljajo v svojih sezonskih kampih v Richtersveldu. Sestavljen je iz okvirja, ki je tradicionalno prevlečen z zastirkami iz rogoza. V 21. stoletju ljudje včasih uporabljajo različne proizvedene materiale. Zaradi priznanja njegovega pomena je bil Richtersveld uvrščen na Unescov seznam svetovne dediščine.

## Severna Amerika
V južnih Apalačih v Združenih državah v 19. in zgodnjem 20. stoletju so naseljenci pogosto pasli živino, zlasti ovce, na travnatih plešastih vrhovih gora, kjer prevladuje divji oves. Zgodovinarji domnevajo, da so ti "plešasti" ostanki starodavnih pašnikov za bizone (ki so jih verjetno vzdrževala zgodnja domorodna ljudstva Severne Amerike). Zaradi pomanjkanja selitve so te plešaste gore od konca 20. stoletja prekrili gozdovi. Ni jasno, ali si bodo prizadevali za ohranitev teh zgodovinskih upravljanih ekosistemov.
Transhumana, ki se v večini primerov opira na uporabo javnega zemljišča, je še naprej pomembna živinorejska praksa v zahodnih Združenih državah. V severnih območjih je ta tradicija temeljila na selitvi čred v višje ležeče z ozelenitvijo visokogorskih pašnikov spomladi in poleti. Te vzpetine so del velikih javnih zemljišč, ki so pogosto v pristojnosti Zavoda za gozdove Združenih držav Amerike. Pozimi črede uporabljajo nižinske stepe ali puščave, pogosto tudi vladna zemljišča v pristojnosti Urada za upravljanje zemljišč.
V Kaliforniji in Teksasu je zaradi različnega zgodovinskega razvoja teh območij večji delež območja v zasebni lasti. Splošni vzorec je, da poleti rančarske družine, najeti pastirji ali najeti kavboji potujejo v gore in poleti ostanejo v taborišču. Prav tako lahko redno obiskujejo gorski ranč in uporabljajo prikolice za prevoz konjev za uporabo v visokogorju.
Tradicionalno so na ameriškem zahodu pastirji preživeli večino leta z ovčjo čredo in v vsakem letnem času iskali najboljšo krmo. Ta vrsta pastirstva je dosegla vrhunec v poznem 19. stoletju. Črede govedi in ovc na splošno temeljijo na zasebnih zemljiščih, čeprav je to lahko majhen del celotnega obsega, če so vključene vse sezone. Nekateri kmetje, ki so redili ovce, so zaposlili baskovske pastirje, da so skrbeli za črede, vključno z upravljanjem selitev med pašniki.  Delavci iz Peruja, Čila (pogosto ameriški staroselci) in Mongolije so zdaj prevzeli vloge pastirjev; Baski so kupili lastne ranče ali se preselili za delovna mesta v mesto. Pastirji poleti odpeljejo ovce v gore (dokumentirano v filmu Sweetgrass iz leta 2009), pozimi pa v puščavo, včasih pa uporabijo strnišče posevkov in pašnik na zasebnem zemljišču, ko je na voljo. V Združenih državah obstaja več različnih oblik selitve živali:
Ljudstvo Navajo se je začelo ukvarjati s selitvijo živali v 1850-ih, potem ko so bili izgnani iz svoje tradicionalne domovine v dolini reke San Juan. Vzdržujejo veliko ovac.
V Kaliforniji ima domači ranč običajno več zasebnega zemljišča, predvsem zaradi zapuščine španskega sistema dodeljevanja zemljišč. Iz tega razloga obsežne površine sredozemskega hrastovega gozda in travnikov upravljajo ranči, katerih gospodarstvo je odvisno od poletnega območja na državnih zemljiščih pod jurisdikcijo ameriške službe za gozdove.

## Južna Amerika
Južnoameriška selitev se delno opira na "kavbojske" primerke, gaučo iz Argentine, Urugvaja, Paragvaja in (s črkovanjem "gaúcho") južne Brazilije, llanero iz Venezuele in huaso iz Čila.
Selitev živali se trenutno izvaja vsaj v Argentini, Čilu, Peruju in Boliviji ter v brazilskem Pantanalu. Vključuje predvsem premik goveda v Pantanalu in v delih Argentine. V Altiplanu so skupnosti domorodnih prebivalcev odvisne od vzreje kamel, zlasti lam. Črede koz se upravljajo s selitvijo v severnem Neuquénu in južni Mendozi, medtem ko se ovce bolj uporabljajo v patagonskih ravnicah. Criollos in domorodna ljudstva uporabljajo prakse transhumance na območjih Južne Amerike.